# 布尔诺附近斯拉夫科夫

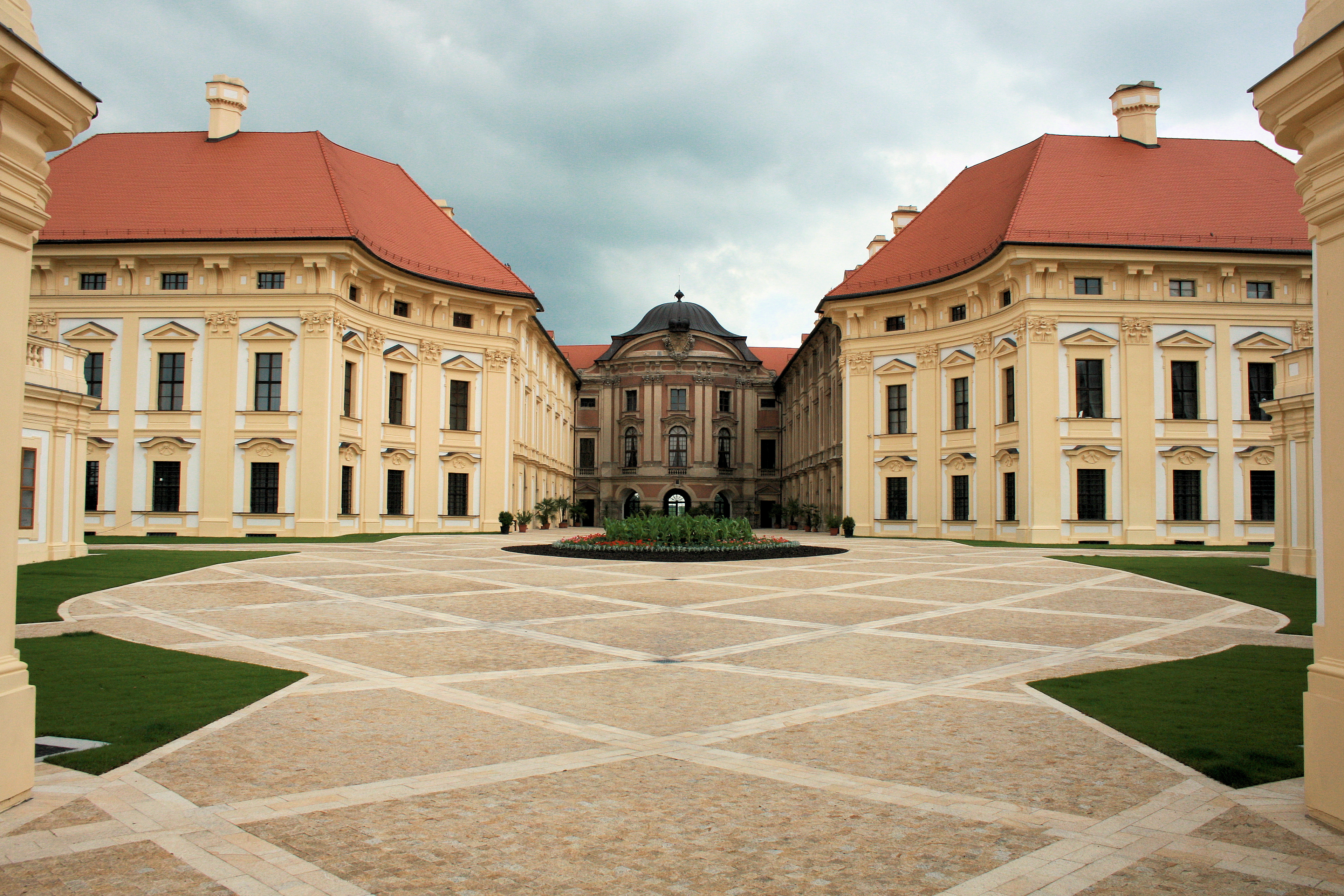
Slavkov Chateau

布尔诺附近斯拉夫科夫（捷克語：Slavkov u Brna），史称奧斯特利茨（德語：Austerlitz）是位于捷克布尔诺以东的一个乡村小镇，2019年人口達到6,694，因1805年发生过奧斯特利茨戰役而闻名。
49°09′11″N 16°52′37″E / 49.153°N 16.877°E